# Henryk Roman Nowacki
Henryk Roman Nowacki (jako oblat benedyktyński: o. Andrzej Nowacki; ur. 19 stycznia 1891 w Opatowie, zm. 22 kwietnia 1968 w Piasecznie) – polski ksiądz katolicki, kompozytor, pedagog, kierownik licznych chórów, miłośnik śpiewu gregoriańskiego. Jako muzyk uznawany za postać kontrowersyjną. Zaangażowany w reformatorskie prądy życia liturgicznego i w proces umacniania odzyskanej po 1918 roku państwowości RP. W okresie międzywojennym prowadził szeroką działalność wydawniczą w zakresie muzyki kościelnej. Proboszcz parafii pod wezwaniem Świętej Trójcy w Niegowie w latach 1939–1956; w latach 1939–1953 kapelan sióstr benedyktynek samarytanek w Niegowie. Twórca i kierownik tajnej szkoły dla organistów kościelnych w Niegowie pod nazwą: „Schola Cantorum”, którą ukończyło przynajmniej 40 osób.

## Życiorys

### Dzieciństwo i młodość
Urodził się 19 stycznia 1891 roku w Opatowie (w zaborze rosyjskim, w guberni radomskiej), jako trzecie z pięciorga dzieci Stefana Nowackiego i Pauliny z Boczarskich. Jak sam wspominał, miłość do muzyki odziedziczył po ojcu – organiście w Opatowie. Jego dziadek – Piotr Nowacki – był organistą w katedrze sandomierskiej. Ksiądz Nowacki wspominał po latach: „Mój ojciec uderzał w klawisze, a ja z dala bezbłędnie je nazywałem”. Nie umiał określić, w jak wczesnym dzieciństwie zaczął grać na fortepianie.
W 1901 roku zaczął naukę w czteroletnim pro-gimnazjum w Sandomierzu. W 1903 roku przyjął pierwsze lekcje gry na skrzypcach. W 1904 roku przeprowadził się wraz z rodzicami do Mominy – wsi w powiecie opatowskim. W 1905 roku zaczął naukę w gimnazjum kieleckim, ale przerwał naukę z powodu wybuchu rewolucji. Już jako ośmiolatek uchodził za cudowne dziecko. Czytał i pisał po rosyjsku, znał cztery działania matematyczne, grał na fortepianie i skomponował walca oraz polkę. W 1906 roku wstąpił do seminarium duchownego w Sandomierzu. Jako młody kleryk nie tylko się uczył, ale również kultywował swoje zainteresowania. Grał na fortepianie, należał do orkiestry seminaryjnej oraz interesował się śpiewem, ale chyba najbardziej pociągała go gra na skrzypcach. W seminarium sandomierskim śpiewu gregoriańskiego uczył w tym czasie ks. Kasprzycki – wg metody ratysbońskiej. Nowacki z nominacji wicerektora został mianowany organistą w kościele seminaryjnym, a w 1911 roku dyrygentem chóru kleryckiego. 

Stary zakrystianin, kiedy dowiedział się, że ja, Nowacki, syn ładnego pana Stefana, gram, więc złożył ręce i powtarzał klęcząc: Święty Kadłubku, Ty się musisz cieszyć, kiej ci syn po ojcu tak gro i gra, akez ja kalikujący bece jak ciele.

Jesienią 1912 roku wyjechał do Rzymu na studia muzyki kościelnej. Wiele zawdzięczał przełożonym w seminarium. Najpierw za 15 rubli nabył u wiceregensa Józefa Kawińskiego – skrzypce, potem otrzymał 300 rubli od ks. regensa Pawła Kubickiego, który go wezwał i powiedział: „Jedź do Rzymu i ucz się muzyki”. Było to spełnieniem marzeń młodego alumna o studiach muzycznych. Nie była to wprawdzie szkoła muzyczna w Ratyzbonie, ale założona w 1911 roku „Scuola Ponitfficia Superiore di Musica Sacra”. Uczył się gorliwie i za pozwoleniem rektora uczelni uczęszczał dość często na koncerty muzyki klasycznej do Augusteum. Perfekcyjnie się do tego przygotowywał. Na koncerty zabierał ze sobą nuty.

Przegrałem dziś 17 preludyi Chopina, w tym celu, aby jutro lepiej poznać je w interpretacji Busoniego.

Klimat uczelni katolickiej propagującej śpiew kościelny – śpiew gregoriański, spotkanie w Rzymie z Józefem Surzyńkim, który nazywał siebie bodaj ostatnim muzykiem kościelnym w Polsce – wywarły silny wpływ na późniejszy stosunek Nowackiego do śpiewu kościelnego.
Stan zdrowia nie pozwalał mu jednak na kontynuowanie nauki. Po egzaminach pierwszego roku nauki – w czerwcu 1913 roku – zapadł na febrę, a włoski wilgotny klimat sprzyjał rozwojowi tej choroby. Wobec tego opuścił Rzym. Podczas audiencji u papieża Piusa X zdążył jeszcze otrzymać błogosławieństwo dla śpiewu gregoriańskiego w Polsce. Na wakacje przyjechał do domu rodzinnego w Mominie.

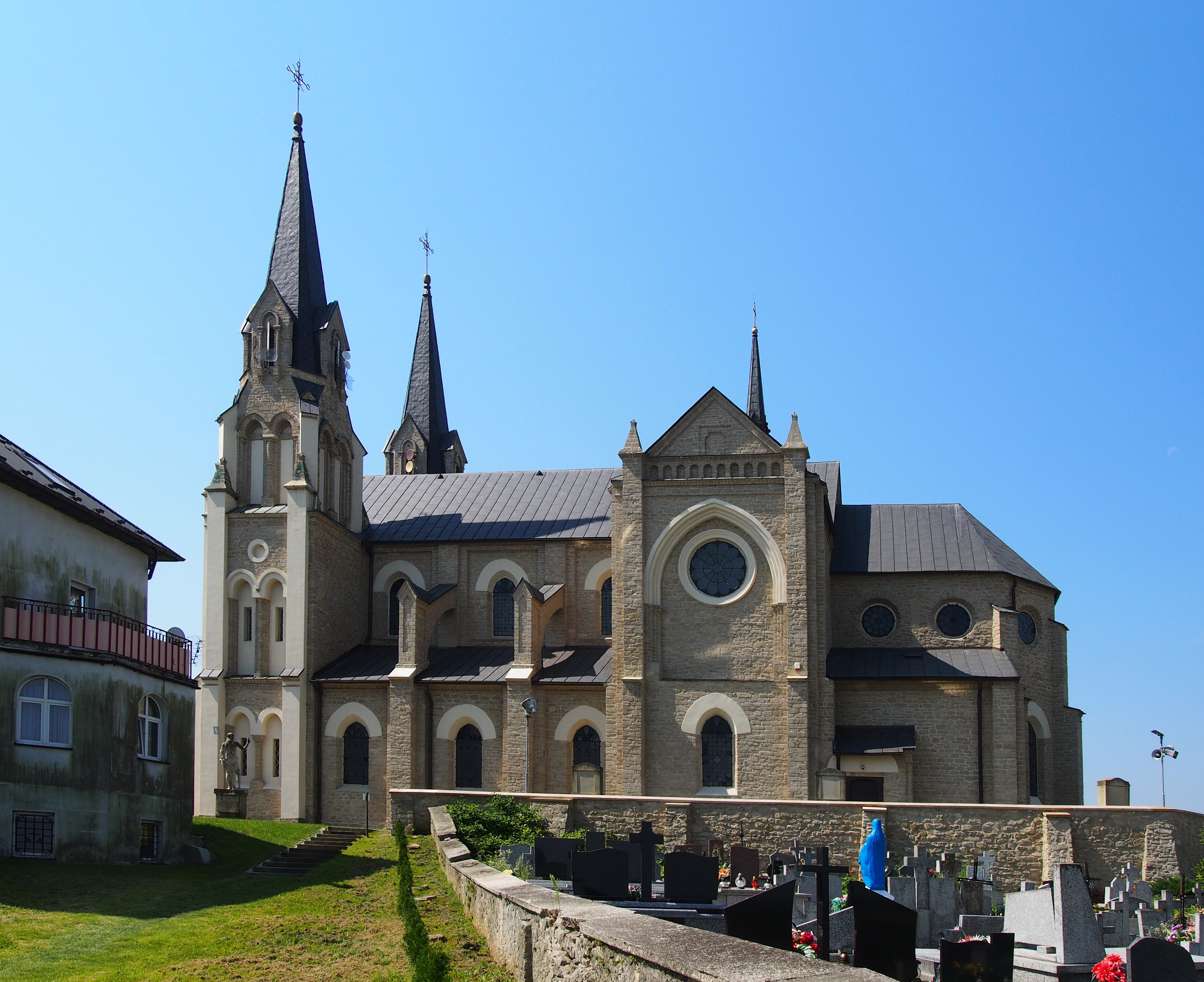
Sulisławice – kościół, w którym ks. Henryk Nowacki otrzymał święcenia diakonatu

21 września 1913 roku w kościele parafialnym w Sulisławicach ks. Henryk Nowacki przyjął święcenia diakonatu, a kilka dni później, 21 września, święcenia kapłańskie z rąk biskupa sandomierskiego Mariana Józefa Ryksa. Po święceniach otrzymał kolejno nominacje na wikariusza w parafii Borkowice, a następnie Błotnicy. Jednak ze względu na zły stan zdrowia wracał do domu w Mominie. Dotknięty samotnością napisał pierwsze pieśni: „Tęsknię za Tobą” i „Jam Twój jest Jezu”. Pieśni te były najpierw wydane drukiem w Kijowie (w 1917 roku), a po raz kolejny w Warszawie (przed II wojną światową).
Ze względu na zły stan zdrowia młodego wikarego, biskup sandomierski przeniósł go na kapelanię do sióstr szarytek w Kobylanach, gdzie znalazł się dokładnie w dniu 4 maja 1915 roku. Przeciskając się pomiędzy cofającymi się wojskami rosyjskimi, nieomal nie stracił życia. Za radą życzliwego ks. Nowackiemu bpa Kubickiego, wyjechał na Kijowszczyznę dla poratowania słabego zdrowia. Zatrzymał się w majątku Branickich w Nowożcach, pomieszkując u rodziny niejakiego ks. Maliszewskiego. 15 czerwca 1916 roku przyjął gościnne zaproszenie do majątku hrabiego Józefa Tyszkiewicza w Spiczyńcach, stając się nie tylko kapelanem domu, ale także przyjacielem i niemal członkiem rodziny. Planowany na dziesięć dni pobyt, wydłużył się do 2 lat i 2 miesięcy. Urzekały go: klimat rodziny Tyszkiewiczów, domowe organki oraz piękny fortepian. Zdaniem Pawła Getki, w czasie pobytu na Kresach ks. Nowacki poznał liturgię Kościoła Wschodniego i tu prawdopodobnie zainteresował się również działalnością ekumeniczną. Fascynował się śpiewem cerkiewnym (diakowskim, ogólnonarodowym i jednocześnie wielogłosowym), co nie przysparzało mu wielu przyjaciół.

(...) miarą katolicyzmu człowieka jest jego stosunek do Wschodniej Cerkwi.

Z Tyszkiewiczami uciekł do Warszawy ze względu na wybuch rewolucji październikowej w Cesarstwie Rosyjskim. 

Największym moim szczęściem jest to, że jestem kapłanem, choć słabym, ale wiernym Bogu i że jestem już dzieckiem wolnej Polski, Polski Odrodzonej, Polski katolickiej, Polski, gdzie dom mego ojca i matki, Polski, do której tęsknię duszą, krwią, marzeniem, każdym drgnieniem mego życia. Tęsknota ta jest podsycona tym, że dochodzą tu konkretne wieści i niepokoje Rewolucji Październikowej.

### Działalność w Warszawie
Ks. Henryk Nowacki znalazł się w Warszawie wraz z rodziną Tyszkiewiczów. Zatrzymali się początkowo w Hotelu Bristol, a potem zamieszkali przy ul. Litewskiej 6 w Warszawie. Dom ten był o tyle ciekawy, że bywali w nim zaprzyjaźnieni z rodziną księża i biskupi. Do grona przyjaciół domu Tyszkiewiczów należał także młody wówczas ksiądz zatrudniony w kurii metropolitalnej warszawskiej – Władysław Korniłowicz, który Irenie Tyszkiewiczowej podsunął pomysł założenia biblioteczki, która potem stała się zaczątkiem Biblioteki Wiedzy Religijnej w Warszawie, i który Henryka Nowackiego wsparł w jego działaniach propagatorskich na rzecz śpiewu gregoriańskiego w Polsce, których sam był orędownikiem.
W latach 1918–1939 ks. Nowacki był zaangażowany duszpastersko w Warszawie. W nowe środowisko wchodził etapami. Najpierw, dzięki ks. Korniłowiczowi, ks. Nowacki poznał Zofię Grodzińską, działająca w Związku Kobiet Katolickich i zaczął im udzielać lekcji śpiewu gregoriańskiego. Była to pierwsza w Warszawie grupa wykonująca chorał gregoriański. Następnie zaczął działać w Związku Zawodowym Organistów pod wezwaniem św. Cecylii w Warszawie. Założycielami związku było osiemnastu organistów, w tym dwóch księży: Henryk Nowacki i Wacław Gieburowski z Poznania. W latach 1919–1920 wydawał „Przegląd Cecyliański”. Liczył, że przekona do swoich idei dla swoich idei ks. Ignacego Kłopotowskiego, ale nie udało mu się go pozyskać. Przeciwnie – spotkał się z niechęcią.
W 1920 roku Nowacki wraz z rodziną Tyszkiewiczów podróżował do francuskiej miejscowości Parme nad Atlantykiem. Jednym z celów tej wyprawy było dokonanie zakupu czcionek drukarskich, potrzebnych do wydawania drukiem melodii gregoriańskich. W czasie tej podróżny popłynął też na wyspę Wight i spotkał się z benedyktynami francuskimi (wyrzuconymi przez rząd francuski w 1901 roku). Przez jakiś czas przebywał też w miejscowości Quarr Abbey, co skwapliwie wykorzystał na intensywną naukę rytmiki gregoriańskiej, harmonii i estetyki śpiewu. Pozostawał pod ogromnym wrażeniem wzorowego wykonania śpiewów przez tamtejszych benedyktynów.
Szerząc chorał gregoriański, ks. Henryk Nowacki odwoływał się do metody wypracowanej przez benedyktynów w Solesmes, która polegała na erudycyjnym powrocie do źródeł. Od 1924 roku był wikarym parafii katedralnej św. Jana Chrzciciela w Warszawie, prowadził tam także chór klerycki „Lira”, z którym nagrał kilkanaście płyt gramofonowych.
W tym samym czasie (dokładnie od 12 września 1924 roku) rozpoczął nauczanie śpiewu gregoriańskiego w seminarium warszawskim. Uczestniczył w posiedzeniach Komisji organistowskiej w Kurii Warszawskiej oraz założył Towarzystwo Muzyki Liturgicznej pod wezwaniem św. Grzegorza w Warszawie. Zdaniem Józefa Zawitkowskiego w tym okresie poparciem obdarzył go abp warszawski Aleksander Kakowski. Podczas wieczoru dla dyplomacji, kardynał Kakowski miał okazję słyszeć wykonywaną i napisaną przez ks. Nowackiego pieśń „Jam Twój jest Jezu”. Zyskał wówczas powszechne uznanie słuchaczy – w tym również kardynała.

Spełniwszy swoje, poszedłem do kardynała pożegnać się. Wtedy do mych uszu doszły słowa ambasadorowej francuskiej – jak eminencja jest szczęśliwy, że ma takie talenty w swej archidiecezji. 

W połowie lat 20. XX wieku rodzice Nowackiego kupili majątek w Podgajku, wyprowadzając się z Mominy na Sandomierszczyźnie. W Podgajku poza dworkiem, w którym mieszkali rodzice, ks. Henryk przygotował też stary spichlerz, dostosowując go do celów duszpasterskich. Z czasem w ośmiu pokojach budynku, nazywanego „Laudesówką”, znalazło się miejsce na dni skupienia i rekolekcje dla oblatek, studentek i pań z Towarzystwa Liturgicznego.
Nowacki był związany z wieloma zakonami żeńskimi – szczególnie poprzez udzielanie lekcji śpiewu. Uczył karmelitanki na Wolskiej w Warszawie. Napisał dla nich tzw. pieśni karmelitańskie. Uczył siostry niepokalanki w Szymanowie, nazaretanki przy ul. Czerniakowskiej w Warszawie. Do słów Franciszki Siedliskiej napisał melodię kolędy „W żłóbeczku na sianeczku”. Był też w kontakcie z siostrami zmartwychwstankami, a przez ks. Władysława Korniłowicza – z franciszkankami z Lasek. Szczególną więzią był związany z benedyktynkami samarytankami z Niegowa. W 1934 roku poznał Wincentą Jadwigę Jaroszewską i uczył ją śpiewu gregoriańskiego. Za jej namową przyjął oblaturę benedyktyńską w opactwie św. Pawła za Murami w Rzymie i uzyskał pozwolenie na tworzenie oblatury benedyktyńskiej w Polsce. Cenił sobie duchowość benedyktyńską, a z siostrami benedyktynkami samarytankami był związany do końca życia.

Przy dzisiejszym dość bezkształtnym typie religijności w Polsce, potrzeba zakonów benedyktyńskich jest paląca i to przede wszystkim w stolicy Polski, w Warszawie. Jedyni benedyktyni są zakonem o temperamencie pierwszych wieków chrześcijaństwa, jako tacy, sami przez się są pomostem między Zachodnim i Wschodnim Kościołem.

W latach 1929–1939 ks. Henryk Nowacki redagował w Warszawie czasopismo muzyczne „Hosanna”, funkcjonujące wcześniej pod redakcją ks. Wojciecha Orzecha. Pierwotnie redakcja pisma znajdowała się w Tarnowie. Od 1929 roku prace nad czasopismem były podejmowane w Warszawskim Biurze Propagandy Liturgicznej „VOX”, które również prowadził. Rozprowadzane tam były książki, nuty i obrazki.
W 1931 roku w Warszawie było już nawet czymś modnym – znać chorał. Hiszpański benedyktyn Dom Carol, gdy usłyszał śpiewający chór seminarzystów warszawskich, wyraził najwyższe uznanie.

Zamknąłem oczy, zdawało mi się, że jestem w Solesmes.

Nowacki posiadał uprawnienia do nauczania śpiewu w szkołach średnich ogólnokształcących i seminariach nauczycielskich państwowych oraz prywatnych. W 1932 roku przyjął obowiązki nauczyciela w Państwowym Konserwatorium Muzycznym w Warszawie. Należał także do komitetu redakcyjnego czasopisma „Misterium Christi”, ukazującego się w Warszawie od 1929 roku pod protektoratem kard. Augusta Hlonda. W okresie międzywojennym prowadził szeroką działalność wydawniczą w zakresie muzyki kościelnej, a zwłaszcza śpiewu gregoriańskiego. Wydał m.in. następujące śpiewy: Missa X, Missa XI, Missa VIII, Vesperae in Festo Corporis Christi, Credo VI, Missa pro defunctis, Te Deum, sekwencje z IX wieku – Media vita.

### Proboszcz w Niegowie
W 1939 roku – jeszcze przed wybuchem II wojny światowej – został mianowany proboszczem w Niegowie. Od 1939 do 1953 roku był również kapelanem sióstr benedyktynek samarytanek w Niegowie – Samarii. Przybliżał siostrom samarytankom arkana śpiewu gregoriańskiego, na bieżąco wyjaśniał sens ceremonii liturgicznych i mimo wojennych trudności jeździł z konferencjami do różnych domów zgromadzenia. Do roku 1941 wprowadzono do regulaminu domu zakonnego św. Scholastyki w Niegowie wszystkie godziny kanoniczne – rzecz jasna – śpiewane po łacinie. W trudnym okresie wojennym starał się wśród o pomoc udzielaną przez parafian wobec dzieci niepełnosprawnych intelektualnie. W 1940 roku zorganizował przed kościołem parafialnym w Niegowie zbiórki chleba dla głodującego klasztoru i podopiecznych sióstr. Wykształcił spośród samarytanek trzy siostry organistki.

W najcięższym dla Samarii roku 1940 na apel księdza proboszcza w wyznaczone niedziele wierni, zamiast pieniędzy na tacę, do wystawionych pod amboną koszy wrzucali chleb dla głodującego klasztoru – ile kto mógł. Między bochenkami znajdowały się także małe kromki ubogich wieśniaków.

W czasie wojny schronienie na plebanii w Niegowie znaleźli Żydzi oraz oficer, uczestnik batalii wrześniowej 1939 roku Tadeusz Filipczak – bratanek księdza. W 1943 roku ks. Nowacki przyjął wyznanie wiary złożone przez Leona Schillera, z którym współpracował muzycznie od 1922 roku.
„Dobrze wspominam te 16 lat duszpasterstwa w Niegowie” – napisał w Kronice Parafialnej. – „Wprawdzie jak wszędzie, tak i tu nie brakło ciężkich, a zawsze pouczających doświadczeń. Parafianie odnosili się do mnie z szacunkiem i zaufaniem.”
Ks. Nowacki miał świadomość, że po II wojnie światowej w wielu kościołach brakowało organistów, a nierzadko stanowiska te obejmowali ludzie bez odpowiedniego wykształcenia. Dlatego tuż po wojnie w budynku organistówki, założył szkołę organistowską „Schola cantorum”. Szkoła ta działała w bardzo trudnych warunkach materialnych i politycznych przez 10 lat (1946 – 1956). Plebania nie posiadała prądu elektrycznego, w kościele miechowanie organów odbywało się ręcznie, do czego trzeba było mieć kilku pomocników. Poza tym często brakowało opału.

Na sali stał piecyk tak zwana „koza” i jeden z uczniów – dyżurny bez ustanku podkładał drewno lub patyki, wszyscy siedzieli w fufajkach.

Szkoła działała pod pretekstem prowadzenia prób chóru parafialnego. W tym czasie przeszło przez nią 40 – 50 uczniów (42 nazwiska udokumentowane), którzy podjęli pracę organistowską na terenie całego kraju. Większość z nich zdała egzaminy przed komisjami organistowskimi. Program szkoły był rozłożony na 4 lata. Pierwszym uczniem, a potem i nauczycielem muzyki był Mieczysław Getka. 

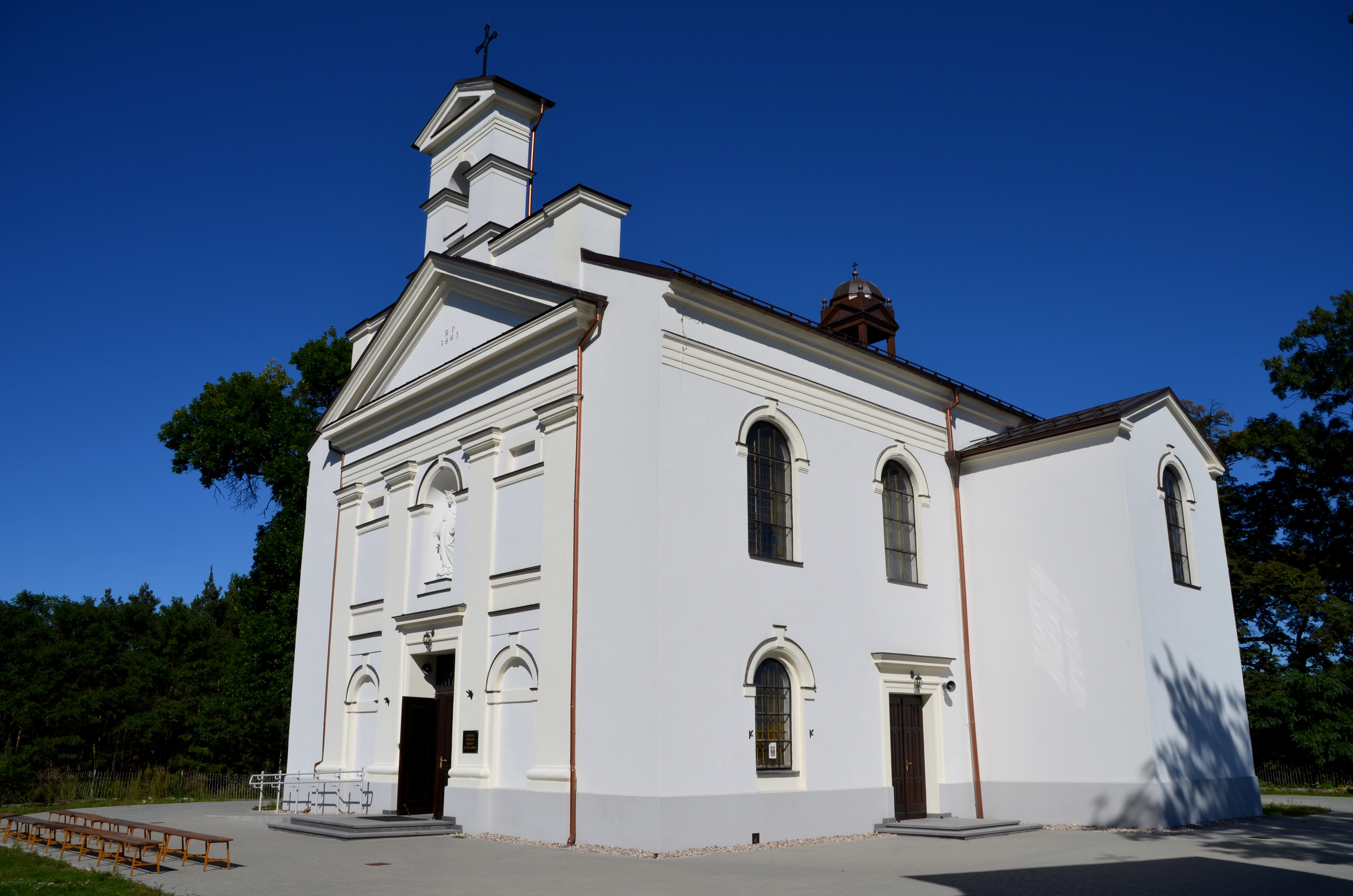
Kościół parafialny Świętej Trójcy w Niegowie, gdzie ks. Nowacki był proboszczem w latach 1939–1956

Działalnością księdza Nowackiego (prowadzeniem tajnej szkoły) interesowały się Służby Bezpieczeństwa. Jednak, Henryk Nowacki mimo to prowadził lekcje, tworzył teksty i komponował pieśni. „Tak chciałbym stan organistów uczynić kapłanami sztuki kościelnej. Gdy zabieracie się kłaść ręce na wasz instrument, wspomnijcie na waszą misję wychowawczą” – apelował w swoim Pamiętniku. W utworze „Memento”, zachowanym jedynie w formie rękopisu, nakreślił zadania organisty, który miał nie tylko grać, ale i zapalać wiernych w kościele do śpiewu – i to śpiewu gregoriańskiego. Takie zamierzenia sam zrealizował w Niegowie wśród swoich parafian, gdzie główna Msza niedzielna, tzw. suma była zawsze śpiewana po łacinie.
3 marca 1951 roku kard. Stefan Wyszyński odwiedził „Scholę Cantorum” w Niegowie. Nastąpiło krótkie przedstawienie się i rozmowa z uczniami. Jak twierdzi Paweł Getka, z tym spotkaniem należy wiązać późniejsze wyróżnienie ks. Nowackiego. 3 maja 1951 roku abp Stefan Wyszyński przesłał ks. Nowackiemu dekret Piusa XII z nominacją na „prałata Jego Świątobliwości.” Kard. Wyszyński był jednym z nielicznych, którzy umieli docenić wysiłki Henryka Nowackiego dla odnowy muzyki kościelnej. W 1956 ks. Nowacki dokonał poświęcenia kaplicy w Kicinach. Był to właściwie drewniany dom, który parafianie wybudowali w ciągu trzech nocy, a że poświęcenie miało miejsce bez pozwolenia władz państwowych PRL, to fakt ten znacznie przyspieszył zdjęcie Nowackiego z funkcji proboszcza. Zresztą – zdaniem Pawła Getki – ks. Henryk już wcześniej myślał o rezygnacji z powodu złego stanu zdrowia.

### Na emeryturze w Zalesiu Górnym k. Piaseczna
Ostatnie lata życia spędził we własnym niewielkim domu w Zalesiu Górnym – nazywanym willą „Ictus”.
Pod koniec życia odczuwał braki finansowe, ale nikomu się na nie nie skarżył. Sytuacji udało się zaradzić dzięki temu, że ks. Stanisław Sprusiński wystarał mu się w Kurii Warszawskiej o emeryturę. Wynosiła ona 1500 zł. Ks. Nowacki podziękował Prymasowi Wyszyńskiemu w liście z dnia 10 grudnia 1957 roku. Również 10 grudnia 1957 otrzymał kolejną nominację na prałata domowego – tym razem od Jana XXIII. 13 lipca 1963 Paweł VI przedłużył ks. Nowackiemu przywilej posługiwania się tytułem „prałata domowego Jego Świątobliwości.”
W inicjatywach odnowy liturgicznej Henryk Nowacki współpracował m.in. ze Stefanem Świetlickim, ks. Stanisławem Sprusińskim, o. Justynem Malczewskim OSPPE, o. Florianem Koziurą OFM, z którymi tworzyli tzw. Jednomyślnych. Razem z wyżej wymienionymi uczestniczył w pracach przygotowawczych do Pierwszego Kongresu Muzyki Gregoriańskiej w Polsce. Wiązało się to z ogromną pracą przygotowawczą. Ostatecznie w samym wydarzeniu, które miało miejsce w 1958 roku, Nowacki nie wziął udziału ze względu na stan zdrowia. W samych tylko obradach podczas kongresu wzięło udział 2500 osób, a obecny na nim Stefan Wyszyński przemawiał do 5 tysięcy wiernych.
Ks. Henryk Nowacki do końca życia był pogodny.

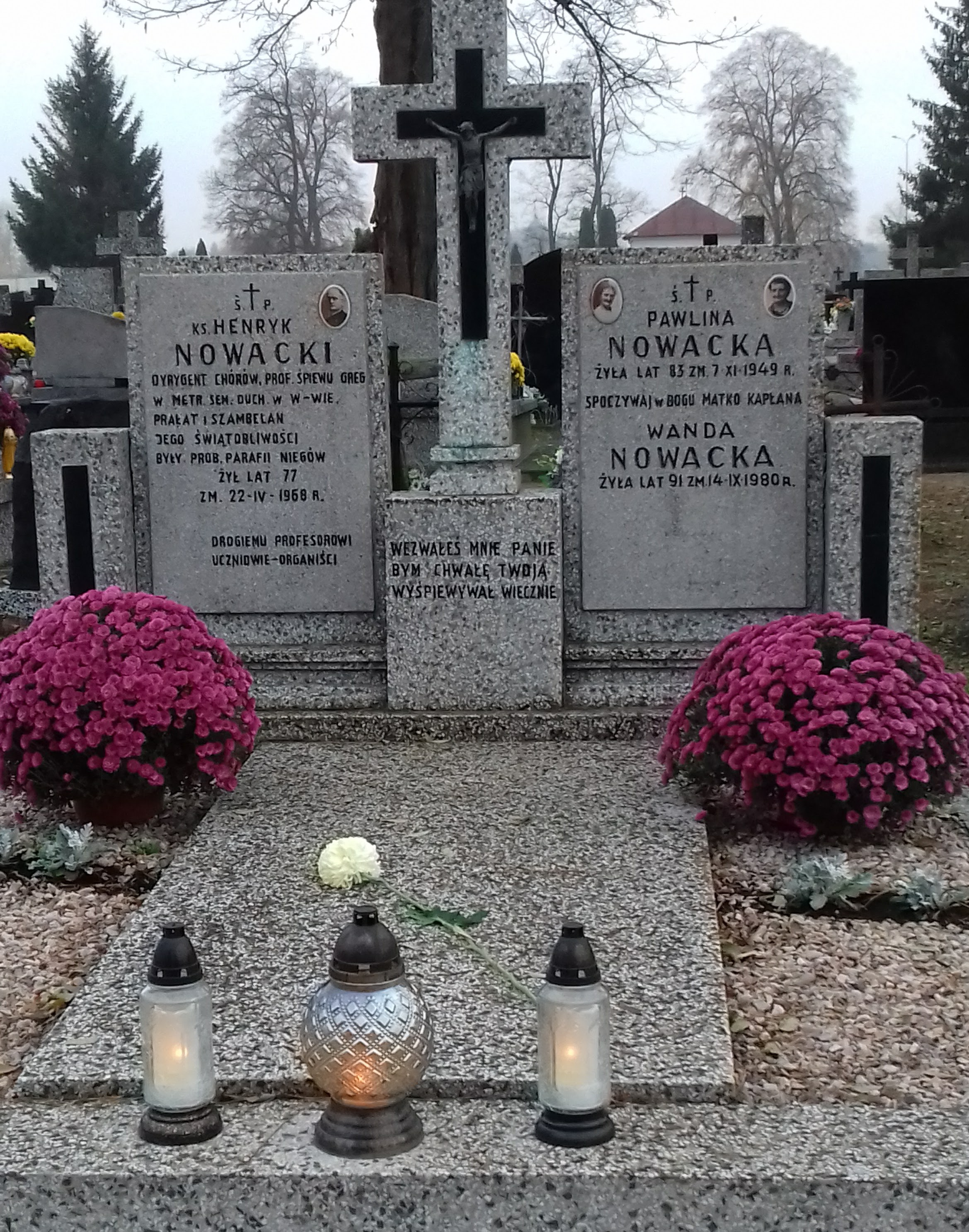
Grób Henryka, Pawliny i Wandy Nowackich na cmentarzu w Niegowie

Kiedyś, gdy odpoczywał przy domku w Zalesiu, który nazywał się „Ictus”, przybył funkcjonariusz Milicji Obywatelskiej z zapytaniem co to znaczy. Chodziło o to, czy nie jest to jakieś szkodliwe hasło. Ks. Nowacki spokojnie tłumaczył jaką rolę spełnia ictus w rytmie gregoriańskim, wykładając cała teorię chorału. Funkcjonariusz był całkiem uspokojony wyczerpującą odpowiedzią. Siadywał sobie dobry prałat pod sosną, w szlafroku, w czarnej piusce, z brewiarzem i śpiewał antyfonki z psalmami.

Ks. Nowacki zmarł w szpitalu w Piasecznie 22 kwietnia 1968 roku. Zgodnie ze swoim życzeniem, został pochowany na cmentarzu parafii św. Trójcy w Niegowie, gdzie we wspólnym grobie spoczywały już: jego matka – Pawlina Nowacka i siostra – Wanda. Grób znajduje się w obrębie kwatery sióstr benedyktynek samarytanek. Nagrobek ufundowali organiści – uczniowie ks. Henryka Nowackiego. Pogrzeb odbył się 25 kwietnia 1968 roku. W uroczystościach wzięło udział ok. 150 kapłanów, 100 sióstr zakonnych, 300 osób świeckich. Pogrzebowi przewodniczył bp Wacław Majewski.

### Kontrowersje
Jako muzyk ks. Henryk Nowacki budził kontrowersje. W 1971 roku redakcja „Przewodnika Katolickiego” pisała, że „ze względu na kontrowersyjność tej postaci jeszcze za wcześnie ją omawiać”. Uczniowie gimnazjów warszawskich, uczniowie konserwatorium muzycznego, czy księża, którzy mieli możliwość spotkania się z Nowackim w seminarium warszawskim podczas lekcji muzyki ustosunkowywali się do jego pracy nad odrodzeniem chorału pozytywnie. Przyjaźnie wspominały ks. Nowackiego siostry samarytanki z Niegowa, czy uczniowie – organiści, ale Nowacki miał także poważnych przeciwników. Bronisławowi Rutkowskiemu nie podobały się kompozycje Nowackiego, a Hieronim Feicht w liście do Adolfa Chybińskiego podkreślał „złą robotę Chlondowskich i Nowackich, którzy organizują Stowarzyszenie Księży Muzyków”. Wokół osoby ks. Nowackiego narósł pewien mit nadzwyczajności, przy jednoczesnej obecności głosów krytycznych. Ością krytyki jest chyba fakt, że Nowacki wyraźnie gloryfikował śpiew łaciński, gregoriański, a np. Chybiński był miłośnikiem pieśni ludowej, polskiej. Nowacki zdawał sobie z tego sprawę, choć nie wykluczał śpiewania z ludem pieśni polskich.

Zobaczysz, kiedyś pomnik wzniosą tobie: pogrzebaczowi pieśni narodowej.

Zasadniczo Nowacki w swych działaniach opierał się na dokumentach papieskich popierających odnowę liturgiczną, takich jak motu proprio Piusa X z 1903 roku o muzyce kościelnej. Kontynuatorem pracy ks. Henryka Nowackiego w seminarium warszawskim był ks. dr Mieczysław Jankowski – również zwolennik solesmeńskiej szkoły wykonania chorału gregoriańskiego.
Archiwalia dotyczące ks. Henryka Nowackiego, tj. pamiętniki, referaty, dokumenty pastoralne, listy, zdjęcia i nagrania zostały zebrane i ocalone przez s. Margaritę Marię Romanowicz OSBSam (1922-1988) – organistkę i uczennicę ks. Nowackiego. Spuścizna ks. Nowackiego znajduje się w Archiwum Sióstr Benedyktynek Samarytanek Krzyża Chrystusowego w Niegowie.

## Publikacje
- Henryk Roman Nowacki: Podręcznik do śpiewu gregorjańskiego według zasad szkoły Solesmes. Warszawa: nakł. autora, 1923. OCLC 750859643. Brak numerów stron w książce
- Henryk Roman Nowacki: O kształceniu głosów chłopięcych. Warszawa: Towarzystwo Miłośników Muzyki Liturgicznej, 1924. OCLC 891246080. Brak numerów stron w książce
- Prosper Guéranger: Adwent. Henryk Nowacki, Stefan Świetlicki (wyd.). Sandomierz: Nakł. wydawców, 1927. OCLC 835974087. Brak numerów stron w książce
- Prosper Guéranger: Rok liturgiczny. T. 2, Okres Bożego Narodzenia. Cz. 1. Henryk Nowacki, Stefan Świetlicki (wyd.). Sandomierz: S.l.: nakł. wydawców, 1928. OCLC 835965169. Brak numerów stron w książce
- Prosper Guéranger: Rok liturgiczny. T. 3, Okres Bożego Narodzenia. Cz. 2. Henryk Nowacki, Stefan Świetlicki (wyd.). Sandomierz: S.l.: nakł. wydawców, 1929. OCLC 835974085. Brak numerów stron w książce
- Prosper Guéranger: Rok liturgiczny. T. 4, Okres Siedemdziesiątnicy, czyli Przedpoście. Henryk Nowacki, Stefan Świetlicki (wyd.). Sandomierz: S.l.: nakł. wydawców, 1931. OCLC 835974083. Brak numerów stron w książce
- Prosper Guéranger: Rok liturgiczny. T. 5, Wielki Post. Henryk Nowacki, Stefan Świetlicki (wyd.). Sandomierz: S.l.: nakł. wydawców, 1933. OCLC 835974079. Brak numerów stron w książce
- Gaspar Lefebvre: Mszał rzymski z dodaniem nabożeństw nieszpornych. Henryk Nowacki, Stefan Świetlicki (wyd.). Bruges: Opactwo Św. Andrzeja, 1934. OCLC 909114196. Brak numerów stron w książce
- Prosper Guéranger: Rok liturgiczny. T. 6, Tydzień Męki Pańskiej i Wielki Tydzień. Henryk Nowacki, Stefan Świetlicki (wyd.). S.l.: nakł. wydawców, 1935. OCLC 835974072. Brak numerów stron w książce
- Henryk Nowacki: Wobec prądów reformatorskich. Warszawa: s.n., 1937. OCLC 891246082. Brak numerów stron w książce
- Henryk Nowacki: Z podroży do Rzymu. Warszawa: 1939. OCLC 891246083. Brak numerów stron w książce

## Upamiętnienie
22 kwietnia 2005 roku imię ks. Henryka Nowackiego przyjęła Szkoła Podstawowa w Adelinie.

## Literatura
- Zawitkowski J., Ksiądz Henryk Nowacki. Życie i twórczość. W: Muzyka religijna w Polsce. Studia i materiały. T. I (1975-1976) Red. J. Pikulik, s. 49–108.
- Grelewski S., Bibliografia wydawnictw księży diecezji sandomierskiej za ostatnie ćwierćwiecze. W: Rocznik diecezji sandomierskiej na rok 1929. Red. S. Grelewski. Radom 1928, s. 79.
- Bp. W. Jasiński. Zmiany w składzie osobistym duchowieństwa. KDS 27 (1934) s. 183.
- Stefan Świetlicki: Czy możliwą i wskazaną jest rzeczą szerzyć wśród wiernych chorał gregorjański?. s.n., 1927. Brak numerów stron w książce
- Jerzy Mazurek. Ks. Henryk Roman Nowacki (1891-1968) – odnowiciel chorału gregoriańskiego w Polsce. „Zeszyty Sandomierskie”. 41, s. 51–57, 2016.